# سيبريان هيدريك
سيبريان هيدريك (بالفرنسية: Cyprian Hedrick)‏ هو لاعب كرة قدم كاميروني في مركز الدفاع، ولد في 6 أكتوبر 1989 في دوالا في الكاميرون. لعب مع اوكلاهوما سيتي أنرجي وتولسا روناكس وسبورتينغ كانساس سيتي.

## وصلات خارجية
- سيبريان هيدريك على موقع قاعدة بيانات كرة القدم.إي يو (الإنجليزية)